# Bataille de Xiangyang (191)
Guerres de la fin de la dynastie Han
La bataille de Xiangyang, (chinois simplifié : 襄阳之战 ; chinois traditionnel : 襄陽之戰 ; pinyin : Xiāngyáng Zhī Zhàn), se déroule en 191, à la fin de la dynastie Han et oppose les armées des seigneurs de guerre Sun Jian et Liu Biao. Elle se conclut par la victoire de Liu Biao

## Situation avant la bataille
Peu de temps après que leur coalition ait évincé Dong Zhuo de Luoyang, la capitale, Yuan Shu et Yuan Shao, deux seigneurs de guerre en lice pour le pouvoir, forment des alliances avant de s'affronter entre eux. Ainsi, Gongsun Zan prend le parti de Yuan Shu et Liu Biao celui de Yuan Shao. Yuan Shu envoie son général Sun Jian attaquer Liu Biao afin de détruire l’influence de Yuan Shao dans la moitié sud de la Chine.

## La bataille
Sun Jian et ses troupes rencontrent les forces de Huang Zu, le général de Liu Biao, entre Fancheng et Deng, qui se situe près de l’actuel Xiangyang. Là, il met facilement en déroute les troupes de Huang et encercle la ville de Xiangyang. Depuis l'intérieur de la ville, Liu Biao envoie à nouveau Zu attaquer Jian, et tente cette fois une attaque surprise. Cependant, Huang est à nouveau vaincu et quand il tente de retourner à l'intérieur de la ville, Sun Jian bloque sa retraite. Bloqué, Hang Zu s’enfuit vers le mont Xian. Sun Jian se lance alors à la poursuite du fuyard, dans l’espoir de le vaincre définitivement. Selon la biographie officielle de Sun Jian des  Chroniques des trois royaumes, c'est durant cette poursuite qu'il est mortellement blessé par une flèche tirée par un soldat de l’unité de Huang Zu, qui se cachait dans un bosquet du bambou. Les hommes de Sun le portent loin du champ de bataille et il meurt de sa blessure un peu plus tard. Selon d’autres théories, Sun Jian aurait été soit tué lors de combats dans le désert, soit écrasé à mort par des rochers que ses ennemis aurait fait dévaler depuis une hauteur.

## Conséquences
La mort de Sun Jian met fin à la bataille, bien que les forces de Liu aient subi bien plus de pertes que celles de Sun. Huan Jie, un fonctionnaire aux ordres de Sun Jian, négocie avec succès la récupération du cadavre de son Seigneur et l’armée de Jian passe temporairement sous le contrôle de Sun Ben, le neveu du défunt. Sun Ben rejoint ensuite Yuan Shu avec la plupart des soldats de Sun Jian. C'est Sun Ce, le fils aîné de Sun Jian, qui reçoit le Marquisat de Sun Jian, mais il choisit de laisser ce titre à son plus jeune frère, Sun Kuang, qui est alors encore jeune,.
Le succès de Liu Biao lui permet d’étendre son influence dans la Province de Jing et il reste une figure influente de la dynastie Han jusqu'à sa mort en 208, même si par la suite il ne réussira pas à battre Sun Ce ou son successeur, Sun Quan.

## Dans les œuvres de fiction
Dans son roman historique le Roman des trois royaumes, Luo Guanzhong modifie les causes et le déroulement de la bataille afin de dramatiser l'action. Dans ce récit romancé, Sun Jian attaque Liu Biao pour se venger, car les troupes de Liu ont mis en déroute son armée alors qu'il revenait chez lui après la dissolution de la coalition contre Dong Zhuo. Sun Jing, le frère cadet de Sun Jian, tente de le faire changer d'avis, mais Sun Jian refuse de l’écouter. Autre changement par rapport à la réalité historique, Sun Ce, le fils aîné de Sun Jian, obtient là son premier poste de commandement et participe à sa première bataille.
Après avoir vaincu une première fois Huang Zu, l'armée de Sun Jian encercle Xiangyang. Durant les combats, Chen Sheng (陳生) et Zhang Hu (張虎), deux commandants de Liu Biao, sont tués respectivement par Sun Jian (ou dans certaines versions, Sun Ce) et Han Dang. Dans le livre, Sun Jian est tué dans un éboulement, après avoir été attiré par Lü Gong et Huang Zu dans un piège imaginé par Kuai Liang, le conseiller de Liu Biao. Huang Gai et Cheng Pu, deux généraux de Sun Jian, réussissent l'un à capturer Huang Zu et l'autre à tuer Lü Gong, tandis que Sun Ce est contraint de se retirer.
Dans le roman, tout comme dans la réalité historique, c'est Huan Jie qui réussit à récupérer le cadavre de Sun Jian. Toutefois, dans le roman, Huang Zu est libéré en échange du cadavre de Sun Jian, alors qu'il n’y a aucune mention de la capture de Huang Zu dans les textes historiques.